# 高松冨久子
高松 冨久子（たかまつ ふくこ、1921年3月31日 - 1990年6月2日）は、日本のスクリプター、脚本家である。名スクリプターとして早撮りの渡辺邦男監督に信頼され、のちに夫の映画監督沢島忠との共同で鷹沢 和善として脚本を書いた。結婚後の本名は沢島 冨久子（さわしま-）である。

## 来歴・人物
1921年（大正10年）3月31日、東京に生まれる。祖父はタカマツ・アズマプロダクション創立者の高松豊次郎、父は吾嬬撮影所所長で豊次郎長男の高松幹一、母こう、伯父は同次男で撮影技師の小谷三郎、同三男で映画監督の吉村操（高松操、のち岡本姓）である。従妹に脚本家の岡本育子（吉村操の娘）がいる。
川村女学院卒業後の1940年（昭和15年）、東京発声に入社、スクリプターとなる。豊田四郎監督作品を多く手がけ、同社の東宝吸収後は東宝に移り、黒澤明監督の『虎の尾を踏む男たち』（1945年製作、1952年公開）の記録を手がける。東宝大争議後は1947年（昭和22年）3月設立の新東宝へ移り、渡辺邦男監督作品を手がけつつフリーランスになる。
1950年（昭和25年）3月15日、京都の東横映画撮影所で、渡辺組の助監督になった5歳下の沢島忠と出会う。1953年（昭和28年）6月15日、『大菩薩峠第三部』の完成をもって沢島にプロポーズされる。「渡辺天皇」とまで呼ばれた渡辺監督の反対に遭い、長く膠着したが、1955年（昭和30年）春に正式に結婚した。1957年（昭和32年）12月、東京から母こうを呼び、沢島との新居でともに暮らし、以降、ともに沢島を支える。
1958年（昭和33年）、沢島監督の映画『若君千両傘』の脚本家に、沢島との共同脚本家「鷹沢 和善」として、1966年（昭和41年）の沢島作品『冒険大活劇 黄金の盗賊』に原案としてクレジットされる。命名は映画プロデューサーの玉木潤一郎であった。以降、25本を執筆した。また、従妹岡本育子を脚本家として育てる。
1988年（昭和63年）8月22日、母こう（90歳没）を失う。
1990年（平成2年）6月2日、癌で死去。69歳没。

## 関連事項
- タカマツ・アズマプロダクション

高松ファミリー 高松豊次郎、山根幹人、高松幹一、小谷三郎、吉村操、沢島忠、岡本育子
- 東京発声 - 東宝 - 新東宝
- 東横映画 - 東映京都撮影所

## 註
1. 1 2 3 4 5 6 7 8  『沢島忠全仕事 - ボンゆっくり落ちやいね』（沢島忠、ワイズ出版、2001年 ISBN 4898300960）の記述（p.133-136、p.180、p.375、 p.377）を参照。